# Jean-Baptiste Descamps
Jean-Baptiste Descamps, francoski pisatelj in slikar, * 1714, Dunkerque, Francija, † 1791, Rouen.
Pisal je biografije umetnikov in o splošnih umetnostnih temah, med njegovimi slikarskimi motivi pa so prizori iz življenja na vasi. Po selitvi v Rouen je tam ustanovil slikarsko šolo. Leta 1764 je postal član Académie Royale.